# Jevrejska digitalna biblioteka
Jevrejska digitalna biblioteka je nevladino i neprofitno udruženje, osnovano 2019.  godine u Beogradu. Delatnost Udruženja zasniva se na prikupljanju, predstavljanju, afirmisanju i očuvanju opšteg jevrejskog verskog i svetovnog nasleđa, kulture, književnog stvaralaštva, istorije, jezika i, posebno, promovisanja različite bibliotečke građe i literature o Holokaustu.

## Repozitorijum „Jevrejska digitalna biblioteka“ (JDB)
Rad Udruženja u najvećoj meri je usmeren na digitalizaciju i na uspostavljanje i širenje baze – repozitorijuma digitalizovanih sadržaja.  Repozitorijum „Jevrejska digitalna biblioteka“ sadrži preko hiljadu jedinica sa više desetina hiljada digitalizovanih strana tekstova iz knjiga, zbornika, časopisa, naučnih i stručnih radova kao video i audio snimaka (januar 2021).

## Tematika
U Repozitorijumu se arhiviraju materijali sa tematikom koja se odnosi na Jevreje sa prostora Srbije ali i šire (Bosna i Hercegovina, Hrvatska, Makedonija...). Deponuju se naučni, stručni i drugi relevantni radovi koji se odnose na opšte jevrejsko versko i svetovno nasleđe, kulturu, književno stvaralaštvo, istoriju, jezik i, posebno, različita bibliotečka građa i literatura o Holokaustu.

## Deponovanje
Svaki zapis u Repozitorijumu sastoji se od deponovanog dokumenta (datoteke) i metapodataka koji opisuju publikaciju. Deponovani metapodaci i datoteke podležu proveri od strane administratora repozitorijuma. Materijali koji se deponuju u najvećoj meri su na srpskom jeziku ali i na engleskom, mađarskom, španskom, nemačkom, hebrejskom i ladinu. Svi radovi imaju apstrakte na srpskom i engleskom jeziku.

## Format
Većina dokumenata u Repozitorijum se deponuju u PDF formatu, za njih je urađeno optičko prepoznavanje znakova (OCR - Optical Caracter Recognition) pa je moguće pretraživanje kompletne baze po metapodacima (autoru, naslovu, godini objavljivanja, izdavaču, tipu dokumenta, ključnim rečima itd.) kao i unutar punog teksta. Digitalni objekti takođe mogu da se deponuju i u sledećim formatima:
·         tekst (PDF/A, TXT,HTML, XML, CSV)
·         slike / grafički prilozi (TIFF, JPEG 2000)
·         zvuk (WAVE, AIFF), za video (MOV, Motion JPEG 2000)
·         tabelarni podaci: CSV, XML

## Platforma
Softversku platformu Repozitorijuma čini softver otvorenog koda Dspace koji je prilagođen specifičnim potrebama i zahtevima JDB, koji je kompatibilan sa međunarodnom infrastrukturom i savremenim standardima koji se primenjuju u širenju naučnih publikacija. To istovremeno znači da se poštuju međunarodne norme, licence Kreativne zajednice (CC Creative commons)  i  autorska prava i da materijali koji su deponovani u ovom Repozitorijumu ispunjavaju uslove  otvorenog pristupa (OA).

## Temati
Svi arhivirani materijali grupisani su u temate koji su podeljeni na kolekcije. Unutar kolekcija moguće je pretraživanje po autoru, naslovu i ključnim rečima. Ovakav način organizovanja građe omogućava lakše i brže pretraživanje Repozitorijuma.
- Antisemitizam
- Edukacija o kulturi, istoriji i tradiciji jevrejskog naroda
- Holokaust (Šoa)
- Istorija Jevreja
- Izrael
- Jevrejska arheologija i biblijski atlasi
- Jevrejska groblja, sakralni i svetovni objekti
- Jevrejska kultura, književnost, umetnost, običaji, tradicija, kuhinja
- Jevrejska religija
- Jevrejske porodice i pojedinci
- Jevrejske škole, organizacije, društva i klubovi
- Jevrejski časopisi i novine
- Knjige, članci, audio i video materijali na stranim jezicima
- Video i audio snimci i filmovi

## Refrence
1. 1 2  Zvanični sajt Jevrejske digitalne biblioteke

## Spoljašnje veze
- Jevrejska digitalna zbirka Istorijskog arhiva Beograda